# Università di agraria di Atene
L'Università di agraria di Atene, a volte detta semplicemente "Università agraria" (in greco: Γεωπονικό Πανεπιστήμιο Αθηνών; in inglese: Agricultural University of Athens, da cui la sigla AUA) è una storica istituzione universitaria ellenica specializzata nella formazione dell'agricoltura e delle scienze e discipline ad essa correlate. È l'università che gestisce e coordina le attività dell'orto botanico di Atene.